# Вечканов, Серафим Емельянович
Серафи́м Емелья́нович Вечка́нов (6 августа 1914 — 20 октября 1965) — мордовский поэт и журналист. Участник Великой Отечественной войны. Член Союза писателей СССР с 1938 года. Заслуженный работник культуры Мордовии.

## Биография
Родился 6 августа 1914 года в селе Какино в крестьянской семье. Окончив в родном селе начальную школу, в 1928 году поступил учиться в школу крестьянской молодёжи села Большая Арать, где учились дети-эрзяне. Затем окончил краевые учительские курсы и работал учителем в селе Новое Иванцево в соседнем районе. В 1932 году Вечканов поступил на обучение на мордовское отделение литературного факультета Мордовского государственного педагогического института, но после третьего курса бросил учёбу и стал работать литературным сотрудником редакции газеты «Эрзянь коммуна».
В 1936 году был призван на действительную военную службу в Красную армию. Служил на Дальнем Востоке, был литературным сотрудником дивизионной газеты. После демобилизации до 1941 года работал редактором Мордовского книжного издательства. Участник Великой Отечественной войны (воинское звание — лейтенант): службу нёс в 18-й запасной стрелковой бригаде. Участвовал в обороне Ленинграда. С 1942 по 1944 год Серафим Вечканов был заместителем редактора газеты «Сталинский флаг» отдельной стрелковой бригады Белорусского фронта. Член КПСС с 1943 года. В 1944 году из-за болезни демобилизовался из армии и вернулся в Саранск, работал сначала редактором издательства, затем редактором журнала «Суран толт» («Сурские огни»), секретарём Союза писателей Мордовской АССР. С 1959 по 1964 год — председатель Союза писателей Мордовии.
Вечканов избирался делегатом XXII съезда КПСС, депутатом Верховного Совета Мордовской АССР (1960—1964 годы).
Умер 23 октября 1965 года в Саранске, где и похоронен.

## Творчество
Первые стихи Вечканова были опубликованы в 1930 году в лукояновской районной газете «Вейсэнь семиясо» («В семье единой»), а с 1932 года они уже систематически появлялись в газете «Эрзянь коммуна» и журнале «Сятко» («Искра»). До войны вышли два поэтических сборника: «Моронта ушотксозо» («Начало песни», 1933) и «Монь тештем» («Моя звезда», 1940). Стихи отмечены острой социальной направленностью и злободневностью.
В 1946 году Вечканов опубликовал сборник «Каштаз» («Венок»), куда вошло 16 его стихотворений, написанных в годы войны. Поэт их сам назвал «репортёрскими резюме». Стихи полны патриотического и героического пафоса. Их отличает стройность композиции, оригинальность поэтических находок, новаторское использование поэтических традиций. В его военных стихах есть большой ассоциативный подтекст. Оригинальным является, в частности, стихотворение «Герой аля» («Герой»), в котором для отображения характера воина автор обратился к поэтике народных баллад, широко используя её символику и аллегоричность.
Послевоенная лирика Вечканова характеризуется ростом поэтического мастерства, тематическим разнообразием, яркостью образов, идейной глубиной, о чём свидетельствуют сборники «Маней» («Солнышко», 1955), «Чипалы», («Адонис», 1961), «Вечной тол» («Вечный огонь», 1964) на эрзянском языке, «Стихи» (1952) и «Солнышко» (1960) на русском языке. Лирика поэта отличается пафосом жизнеутверждения, верой в безграничные возможности человека, чувством ответственности за дальнейшую судьбу родного народа, страны. Для лирического героя Вечканова характерна вера в творческую силу людей труда.
Вечканов проявил себя не только как поэт, но и как талантливый переводчик русской поэзии на эрзянский язык. Его стихи изданы в переводе на русский, чувашский, марийский, эстонский, венгерский языки.